# Centre-Sud du Paraná
Le Centre-Sud du Paraná est l'une des 10 mésorégions de l'État du Paraná, au Brésil. Elle regroupe 29 municipalités groupées en 3 microrégions.

## Données
La région compte 557 032 habitants pour 26 410 km2.

## Microrégions
La mésorégion Centre-Sud du Paraná est subdivisée en 3 microrégions:
- Guarapuava
- Palmas
- Pitanga